# 24 Heures de Spa 2004
Navigation
Édition précédente Édition suivante
Les 24 Heures de Spa 2004, (Proximus 24 Hours of Spa 2004) disputées les 31 juillet 2004 et 1er août 2004 sur le circuit de Spa-Francorchamps, sont la cinquante-septième édition de l'épreuve et la septième manche du championnat FIA GT 2004.

## Course

### Classement de la course
Les voitures ne parcourrant pas 70% de la distance du gagnant sont non classées (NC).
| Pos.   | Catégorie | N°  | Écurie                                  | Pilotes                                                                | Châssis                       | Pneus | Tours/Abandon |
| Pos.   | Catégorie | N°  | Écurie                                  | Pilotes                                                                | Moteur                        | Pneus | Tours/Abandon |
| ------ | --------- | --- | --------------------------------------- | ---------------------------------------------------------------------- | ----------------------------- | ----- | ------------- |
| 1      | GT        | 2   | BMS Scuderia Italia                     | Fabrizio Gollin Luca Cappellari Lilian Bryner Enzo Calderari           | Ferrari 550-GTS Maranello     | M     | 558           |
| 1      | GT        | 2   | BMS Scuderia Italia                     | Fabrizio Gollin Luca Cappellari Lilian Bryner Enzo Calderari           | Ferrari 5.9L V12              | M     | 558           |
| 2      | GT        | 11  | G.P.C. Giesse Squadra Corse             | Philipp Peter Fabio Babini Mika Salo Vincent Vosse                     | Ferrari 575 GTC Maranello     | P     | 557           |
| 2      | GT        | 11  | G.P.C. Giesse Squadra Corse             | Philipp Peter Fabio Babini Mika Salo Vincent Vosse                     | Ferrari 6.0L V12              | P     | 557           |
| 3      | N-GT      | 50  | Yukos Freisinger Motorsport             | Emmanuel Collard Romain Dumas Stéphane Ortelli                         | Porsche 911 GT3 RSR           | M     | 545           |
| 3      | N-GT      | 50  | Yukos Freisinger Motorsport             | Emmanuel Collard Romain Dumas Stéphane Ortelli                         | Porsche 3.6L Flat-6           | M     | 545           |
| 4      | N-GT      | 77  | Yukos Freisinger Motorsport             | Jörg Bergmeister Timo Bernhard Alexei Vasiliev                         | Porsche 911 GT3 RSR           | M     | 543           |
| 4      | N-GT      | 77  | Yukos Freisinger Motorsport             | Jörg Bergmeister Timo Bernhard Alexei Vasiliev                         | Porsche 3.6L Flat-6           | M     | 543           |
| 5      | N-GT      | 99  | Freisinger Motorsport                   | Marc Lieb Lucas Luhr Sascha Maassen                                    | Porsche 911 GT3 RSR           | M     | 528           |
| 5      | N-GT      | 99  | Freisinger Motorsport                   | Marc Lieb Lucas Luhr Sascha Maassen                                    | Porsche 3.6L Flat-6           | M     | 528           |
| 6      | G2        | 142 | BMW Motorsport                          | Jörg Müller Dirk Müller Hans-Joachim Stuck                             | BMW M3 GTR                    | M     | 525           |
| 6      | G2        | 142 | BMW Motorsport                          | Jörg Müller Dirk Müller Hans-Joachim Stuck                             | BMW 4.0L V8                   | M     | 525           |
| 7      | GT        | 1   | BMS Scuderia Italia                     | Matteo Bobbi Stefano Livio Gabriele Gardel Miguel Ángel de Castro      | Ferrari 550-GTS Maranello     | M     | 524           |
| 7      | GT        | 1   | BMS Scuderia Italia                     | Matteo Bobbi Stefano Livio Gabriele Gardel Miguel Ángel de Castro      | Ferrari 5.9L V12              | M     | 524           |
| 8      | N-GT      | 71  | JWR                                     | Mike Jordan Godfrey Jones David Jones                                  | Porsche 911 GT3 RS            | D     | 521           |
| 8      | N-GT      | 71  | JWR                                     | Mike Jordan Godfrey Jones David Jones                                  | Porsche 3.6L Flat-6           | D     | 521           |
| 9      | N-GT      | 69  | Proton Competition                      | Gerold Ried Christian Ried Horst Felbermayr, Sr. Horst Felbermayr, Jr. | Porsche 911 GT3 RS            | D     | 513           |
| 9      | N-GT      | 69  | Proton Competition                      | Gerold Ried Christian Ried Horst Felbermayr, Sr. Horst Felbermayr, Jr. | Porsche 3.6L Flat-6           | D     | 513           |
| 10     | G3        | 123 | Mühlner Motorsport                      | Vanina Ickx Peter Wyss Jean-François Hemroulle                         | Porsche 911 GT3 Cup           | M     | 507           |
| 10     | G3        | 123 | Mühlner Motorsport                      | Vanina Ickx Peter Wyss Jean-François Hemroulle                         | Porsche 3.6L Flat-6           | M     | 507           |
| 11     | G3        | 124 | Mühlner Motorsport                      | Helmut Reis Heinz-Josef Bermes Kurt Thiim                              | Porsche 911 GT3 Cup           | M     | 503           |
| 11     | G3        | 124 | Mühlner Motorsport                      | Helmut Reis Heinz-Josef Bermes Kurt Thiim                              | Porsche 3.6L Flat-6           | M     | 503           |
| 12     | G2        | 186 | EBRT                                    | Eric Jamar Rudi Penders Jean André Nicolas de Gastines                 | Porsche 911 GT3 R             | D     | 494           |
| 12     | G2        | 186 | EBRT                                    | Eric Jamar Rudi Penders Jean André Nicolas de Gastines                 | Porsche 3.6L Flat-6           | D     | 494           |
| 13     | G2        | 100 | Belgian Racing                          | Renaud Kuppens Bas Leinders Sébastien Ugeux                            | Gillet Vertigo Streiff        | D     | 491           |
| 13     | G2        | 100 | Belgian Racing                          | Renaud Kuppens Bas Leinders Sébastien Ugeux                            | Alfa Romeo 3.0L V6            | D     | 491           |
| 14     | N-GT      | 66  | Autorlando Sport                        | Luigi Moccia Moreno Soli Liz Halliday                                  | Porsche 911 GT3 RSR           | P     | 483           |
| 14     | N-GT      | 66  | Autorlando Sport                        | Luigi Moccia Moreno Soli Liz Halliday                                  | Porsche 3.6L Flat-6           | P     | 483           |
| 15     | G2        | 121 | Renstal Excelsior Markant Racing        | Bert Van Rossem Marc Sluszny Joost Vollebergh Patrick Schreurs         | Porsche 911 GT3 Cup           | D     | 483           |
| 15     | G2        | 121 | Renstal Excelsior Markant Racing        | Bert Van Rossem Marc Sluszny Joost Vollebergh Patrick Schreurs         | Porsche 3.6L Flat-6           | D     | 483           |
| 16     | GT        | 17  | JMB Racing                              | Karl Wendlinger Bert Longin Pierre-Yves Corthals Alex Müller           | Ferrari 575 GTC Maranello     | M     | 480           |
| 16     | GT        | 17  | JMB Racing                              | Karl Wendlinger Bert Longin Pierre-Yves Corthals Alex Müller           | Ferrari 6.0L V12              | M     | 480           |
| 17     | GT        | 32  | Force One Racing Festina                | François Labhardt Julien Gilbert François Jakubowski Philippe Alliot   | Chrysler Viper GTS-R          | P     | 477           |
| 17     | GT        | 32  | Force One Racing Festina                | François Labhardt Julien Gilbert François Jakubowski Philippe Alliot   | Chrysler 8.0L V10             | P     | 477           |
| 18     | G2        | 103 | PSI Motorsport                          | Leo Van Sande Marc Sourd Pierre Martinet Philippe Tillie               | Porsche 911 Bi-Turbo          | D     | 457           |
| 18     | G2        | 103 | PSI Motorsport                          | Leo Van Sande Marc Sourd Pierre Martinet Philippe Tillie               | Porsche 3.6L Turbo Flat-6     | D     | 457           |
| 19     | GT        | 13  | G.P.C. Giesse Squadra Corse             | Emanuele Naspetti Gianni Morbidelli Didier Defourny Frédéric Bouvy     | Ferrari 575 GTC Maranello     | P     | 420           |
| 19     | GT        | 13  | G.P.C. Giesse Squadra Corse             | Emanuele Naspetti Gianni Morbidelli Didier Defourny Frédéric Bouvy     | Ferrari 6.0L V12              | P     | 420           |
| 20     | N-GT      | 73  | Cirtek Motorsport                       | Adam Jones John Grant Vic Rice Nikolai Fomenko                         | Porsche 911 GT3 RS            | D     | 418           |
| 20     | N-GT      | 73  | Cirtek Motorsport                       | Adam Jones John Grant Vic Rice Nikolai Fomenko                         | Porsche 3.6L Flat-6           | D     | 418           |
| 21 Nc  | G3        | 116 | EBRT                                    | Philippe Menage Sylvie Delcour José Close Lino Pecoraro                | Lotus Elise                   | Y     | 341           |
| 21 Nc  | G3        | 116 | EBRT                                    | Philippe Menage Sylvie Delcour José Close Lino Pecoraro                | Rover Série-K - 18 1.8L I4    | Y     | 341           |
| 22 Nc  | GT        | 18  | JMB Racing                              | Andrea Garbagnati Antoine Gosse Peter Kutemann                         | Ferrari 575 GTC Maranello     | M     | 154           |
| 22 Nc  | GT        | 18  | JMB Racing                              | Andrea Garbagnati Antoine Gosse Peter Kutemann                         | Ferrari 6.0L V12              | M     | 154           |
| 23 Abd | GT        | 10  | Zwaans GTR Racing Team                  | Stéphane Lemeret Marc Duez Fanny Duchâteau Loïc Deman                  | Chrysler Viper GTS-R          | D     | 365           |
| 23 Abd | GT        | 10  | Zwaans GTR Racing Team                  | Stéphane Lemeret Marc Duez Fanny Duchâteau Loïc Deman                  | Chrysler 8.0L V10             | D     | 365           |
| 24 Abd | N-GT      | 75  | Seikel Motorsport                       | Luca Riccitelli Alex Caffi Gabrio Rosa Robin Liddell                   | Porsche 911 GT3 RS            | Y     | 360           |
| 24 Abd | N-GT      | 75  | Seikel Motorsport                       | Luca Riccitelli Alex Caffi Gabrio Rosa Robin Liddell                   | Porsche 3.6L Flat-6           | Y     | 360           |
| 25 Abd | GT        | 27  | Creation Autosportif                    | Jamie Campbell-Walter Jamie Derbyshire Bobby Verdon-Roe Peter Snowden  | Lister Storm                  | D     | 350           |
| 25 Abd | GT        | 27  | Creation Autosportif                    | Jamie Campbell-Walter Jamie Derbyshire Bobby Verdon-Roe Peter Snowden  | Jaguar 7.0L V12               | D     | 350           |
| 26 Abd | G3        | 115 | US Carworld Racing                      | Roger Grouwels Rob Frijns René Wijnen Xavier Maassen                   | Dodge Viper Competition Coupe | D     | 323           |
| 26 Abd | G3        | 115 | US Carworld Racing                      | Roger Grouwels Rob Frijns René Wijnen Xavier Maassen                   | Dodge 8.3L V10                | D     | 323           |
| 27 Abd | N-GT      | 88  | GruppeM                                 | Tim Mullen Jonathan Cocker Tim Sugden Warren Hughes                    | Porsche 911 GT3 RSR           | D     | 301           |
| 27 Abd | N-GT      | 88  | GruppeM                                 | Tim Mullen Jonathan Cocker Tim Sugden Warren Hughes                    | Porsche 3.6L Flat-6           | D     | 301           |
| 28 Abd | G2        | 108 | Renstal Excelsior                       | Marc Goossens Anthony Kumpen Yvan Lebon Éric Cayrolle                  | Chevrolet Corvette C5-R       | M     | 295           |
| 28 Abd | G2        | 108 | Renstal Excelsior                       | Marc Goossens Anthony Kumpen Yvan Lebon Éric Cayrolle                  | Chevrolet 7.0L V8             | M     | 295           |
| 29 Abd | G2        | 143 | BMW Motorsport                          | Andy Priaulx Kurt Mollekens Pedro Lamy Antonio García                  | BMW M3 GTR                    | M     | 278           |
| 29 Abd | G2        | 143 | BMW Motorsport                          | Andy Priaulx Kurt Mollekens Pedro Lamy Antonio García                  | BMW 4.0L V8                   | M     | 278           |
| 30 Abd | N-GT      | 70  | Graham Nash Motorsport                  | Edy Gay Armand Fumal Steve Van Bellingen Michel Orts                   | Porsche 911 GT3 R             | D     | 221           |
| 30 Abd | N-GT      | 70  | Graham Nash Motorsport                  | Edy Gay Armand Fumal Steve Van Bellingen Michel Orts                   | Porsche 3.6L Flat-6           | D     | 221           |
| 31 Abd | GT        | 7   | Ray Mallock Ltd.                        | Mike Newton Chris Goodwin Thomas Erdos Miguel Ramos                    | Saleen S7-R                   | D     | 220           |
| 31 Abd | GT        | 7   | Ray Mallock Ltd.                        | Mike Newton Chris Goodwin Thomas Erdos Miguel Ramos                    | Ford 7.0L V8                  | D     | 220           |
| 32 Abd | GT        | 14  | Lister Racing                           | Gregor Fisken Ian Donaldson Robert Schirle                             | Lister Storm                  | D     | 216           |
| 32 Abd | GT        | 14  | Lister Racing                           | Gregor Fisken Ian Donaldson Robert Schirle                             | Jaguar 7.0L V12               | D     | 216           |
| 33 Abd | GT        | 28  | Graham Nash Motorsport                  | Paolo Ruberti Gian Maria Gabbiani Christophe Geoffroy Sergei Zlobin    | Saleen S7-R                   | D     | 110           |
| 33 Abd | GT        | 28  | Graham Nash Motorsport                  | Paolo Ruberti Gian Maria Gabbiani Christophe Geoffroy Sergei Zlobin    | Ford 7.0L V8                  | D     | 110           |
| 34 Abd | G3        | 111 | Signa Racing                            | Patrick Chaillet Rafaël Coenen Giovanni Bruno                          | Porsche 911 GT3 Cup           | P     | 93            |
| 34 Abd | G3        | 111 | Signa Racing                            | Patrick Chaillet Rafaël Coenen Giovanni Bruno                          | Porsche 3.6L Flat-6           | P     | 93            |
| 35 Abd | GT        | 5   | Vitaphone Racing Team Konrad Motorsport | Michael Bartels Uwe Alzen Franz Konrad Eric van de Poele               | Saleen S7-R                   | P     | 78            |
| 35 Abd | GT        | 5   | Vitaphone Racing Team Konrad Motorsport | Michael Bartels Uwe Alzen Franz Konrad Eric van de Poele               | Ford 7.0L V8                  | P     | 78            |
| 36 Abd | GT        | 8   | Ray Mallock Ltd.                        | Michael Mallock Ray Mallock Adam Wiseberg                              | Saleen S7-R                   | D     | 50            |
| 36 Abd | GT        | 8   | Ray Mallock Ltd.                        | Michael Mallock Ray Mallock Adam Wiseberg                              | Ford 7.0L V8                  | D     | 50            |
| 37 Abd | N-GT      | 85  | RJN Motorsport                          | Chris Buncombe Neil Cunningham Carl Rosenblad Vincent Radermecker      | Nissan 350Z                   | D     | 49            |
| 37 Abd | N-GT      | 85  | RJN Motorsport                          | Chris Buncombe Neil Cunningham Carl Rosenblad Vincent Radermecker      | Nissan VQ35 3.5L V6           | D     | 49            |
| 38 Abd | GT        | 4   | Konrad Motorsport                       | Paul Knapfield Walter Lechner, Jr. Wolfgang Treml Toni Seiler          | Saleen S7-R                   | P     | 43            |
| 38 Abd | GT        | 4   | Konrad Motorsport                       | Paul Knapfield Walter Lechner, Jr. Wolfgang Treml Toni Seiler          | Ford 7.0L V8                  | P     | 43            |
| 39 Abd | G2        | 105 | Emeraude Racing                         | Olivier Baron Christophe Bigourie Gérard Tremblay André-Alain Corbel   | Porsche 911 GT3 R             | D     | 35            |
| 39 Abd | G2        | 105 | Emeraude Racing                         | Olivier Baron Christophe Bigourie Gérard Tremblay André-Alain Corbel   | Porsche 3.6L Flat-6           | D     | 35            |
| 40 Abd | G2        | 101 | Ice Pol Racing Team                     | Yves Lambert Christian Lefort Jean-Pierre van de Wauwer                | Gillet Vertigo Streiff        | D     | 23            |
| 40 Abd | G2        | 101 | Ice Pol Racing Team                     | Yves Lambert Christian Lefort Jean-Pierre van de Wauwer                | Alfa Romeo 3.4L V6            | D     | 23            |
| 41 Abd | N-GT      | 62  | G.P.C. Giesse Squadra Corse             | Fabrizio de Simone Christian Pescatori Andrea Bertolini                | Ferrari 360 Modena GTC        | P     | 7             |
| 41 Abd | N-GT      | 62  | G.P.C. Giesse Squadra Corse             | Fabrizio de Simone Christian Pescatori Andrea Bertolini                | Ferrari 3.6L V8               | P     | 7             |
| 42 Abd | GT        | 9   | Zwaans GTR Racing Team                  | Val Hillebrand Henrik Roos Rob van der Zwaan Arjan van der Zwaan       | Chrysler Viper GTS-R          | D     | 0             |
| 42 Abd | GT        | 9   | Zwaans GTR Racing Team                  | Val Hillebrand Henrik Roos Rob van der Zwaan Arjan van der Zwaan       | Chrysler 8.0L V10             | D     | 0             |
| Np     | N-GT      | 72  | Cirtek Motorsport                       | Frank Mountain Rob Wilson Maurizio Fabris Karim Ojjeh                  | Ferrari 360 Modena GTC        | D     | –             |
| Np     | N-GT      | 72  | Cirtek Motorsport                       | Frank Mountain Rob Wilson Maurizio Fabris Karim Ojjeh                  | Ferrari 3.6L V8               | D     | –             |
| Np     | G2        | 104 | PSI Motorsport                          | Wolfgang Kaufmann Jos Menten Markus Palttala Romain Bera               | Porsche 911 Bi-Turbo          | D     | –             |
| Np     | G2        | 104 | PSI Motorsport                          | Wolfgang Kaufmann Jos Menten Markus Palttala Romain Bera               | Porsche 3.6L Turbo Flat-6     | D     | –             |